# Bernhard Witthaut

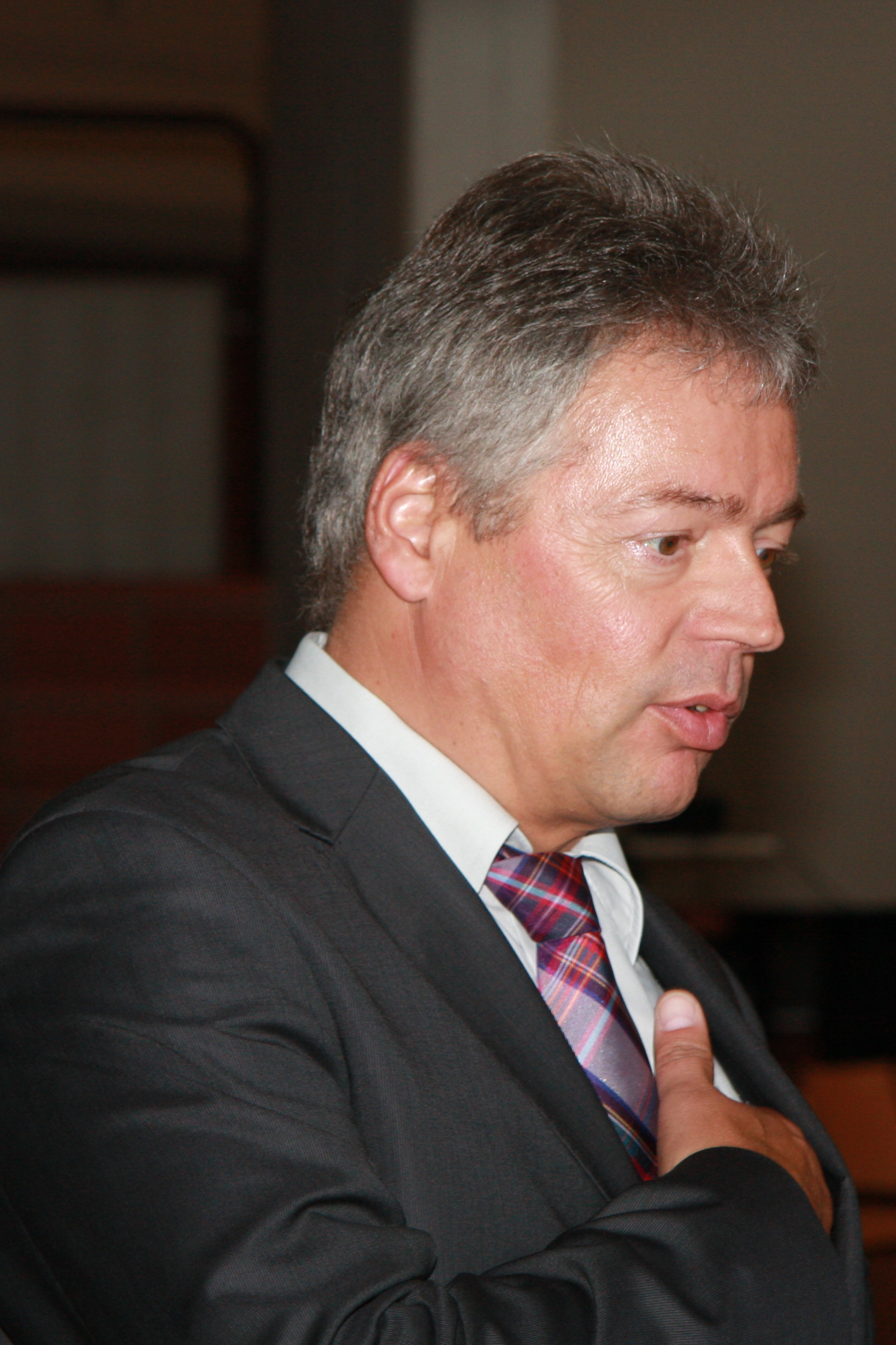
Bernhard Witthaut (2011)

Bernhard Witthaut (* 20. Juli 1955 in Hagen am Teutoburger Wald) ist ein deutscher Polizeibeamter im Ruhestand. Von 2010 bis 2013 war er Bundesvorsitzender der Gewerkschaft der Polizei (GdP). Nach dem rot-grünen Sieg bei der Landtagswahl in Niedersachsen 2013 wurde er von Innenminister Boris Pistorius (SPD) zum Polizeipräsidenten der Polizeidirektion Osnabrück ernannt. In der Nachfolge von Maren Brandenburger war er von 2019 bis zu seiner Pensionierung im Oktober 2022 Präsident des Verfassungsschutzes Niedersachsen.

## Polizeikarriere
Während seiner Polizeilaufbahn führte Witthaut die Amtsbezeichnung Erster Polizeihauptkommissar. Nach der niedersächsischen Landtagswahl von 2013 rief Innenminister Boris Pistorius den Osnabrücker Polizeipräsidenten ab und ernannte dafür Witthaut, der einen Gehaltssprung von A 13 auf B 4 machte. Dies kritisierte die oppositionelle CDU. Der Bund der Steuerzahler hatte gefordert, nach der Landtagswahl auf die Neubesetzung von Polizeipräsidenten-Stellen (die als Politischer Beamter jederzeit in den einstweiligen Ruhestand versetzt werden können) zu verzichten.

## Gewerkschaftstätigkeit
Witthaut trat 2010 die Nachfolge von Konrad Freiberg (SPD) als Bundesvorsitzender der Gewerkschaft der Polizei an, der auf dem Bundeskongress 2010 nicht mehr zur Wiederwahl stand. Er war bereits seit 1998 als stellvertretender Bundesvorsitzender im Bundesvorstand der GdP vertreten, gleichzeitig war er als Angehöriger der Polizei Niedersachsen Vorsitzender des Landesverbandes Niedersachsen.
Witthaut nahm die Anschläge in Norwegen vom Juli 2011 zum Anlass, um die Einrichtung einer neuen Datei zu fordern, in der auffällig gewordene Personen registriert werden sollten. Der Bundesvorsitzende der Deutschen Polizeigewerkschaft (DPolG), Rainer Wendt, wies diese Forderungen als „totale Überreaktion“ zurück.
Im Mai 2013 wurde Witthaut von Oliver Malchow als Bundesvorsitzender der GdP abgelöst.

## Privates
Witthaut ist zweifacher Vater und gehört der SPD an.

## Zitate
„Wer längere Laufzeiten für Atomkraftwerke beschließt, darf sich nicht über längere Laufzeiten für Castor-Transporte wundern“

„Verstellt nicht gerade der verkrampfte Blick auf die tägliche „politische Korrektheit“ die Sicht auf das Wesentliche, auf das, was unsere Gesellschaft ernsthaft im Kern bedroht? […] Niemand sollte sich über das Ausmaß der durch die Polizeirazzien ans Tageslicht geförderten Parallelgesellschaften die Augen reiben. Es ist spät, aber
nicht zu spät, sie zu zerschlagen.“